# Боро
Боро (англ. borough /ˈbʌrə/,/ˈbɜroʊ, ˈbʌroʊ/) — термін, що вживають у деяких англомовних країнах для позначення різноманітних територіальних одиниць найнижчого рівня. Здебільшого перекладається українською близькими за змістом термінами (район, місто, округ), але іноді передається транслітерацією.
Нині боро існують у Канаді, Великій Британії, США, Австралії, Ірландії.

## Міські райони
У деяких містах «боро» використовується для позначення міських районів.

У Великій Британії 6 міст-графств (метропольних графств) і Великий Лондон поділяються на 68 міських районів, які називаються «borough». З них 32 розташовані в Лондоні (англ. London borough), а 36 — в інших містах-графствах (англ. Metropolitan borough). Окрім того, деякі неміські райони також можуть мати почесний статус боро (англ. Borough status in the United Kingdom) або королівське боро (англ. royal borough).
У Нью-Йорку термін боро «borough» використовується у назві п'яти районів, на які поділено місто.

## Тип міста
В Ірландії терміном боро позначають 4 самоврядних міста: Клонмель, Дроеда, Слайго та Вексфорд.

## Адміністративна одиниця
На Алясці назву боро (англ. borough) мають адміністративні одиниця 2-го рівня (дрібніші за штат). Боро Аляски вважають «еквівалентом округу» (англ. county-equivalent), адміністративної одиниці другого рівня майже в усіх «нижніх» штатах США за винятком Луїзіани.

## Походження
Слово «боро» (англ. borough) походить від загального індоєвропейського кореня, що означає форт, фортеця (для порівняння: англ. borough, bury, шотл. burgh, нім. burg, фр. bourg, ісп. burgo, швед. borg, італ. borgo, нід. burcht) і зазвичай вказує на те, що означені території були колись укріпленими поселеннями. Загальне застосування цих слів як суфіксів для позначення географічних назв, наприклад,
- Ке́нтербері, англ. Canterbury ([ˈkæntərbɛri])
- Стра́сбург або Страсбу́р, ельзаське Strossburi (ˈʃd̥rɔːsb̥uri), фр. Strasbourg (stʁaz.buʁ), нім. Straßburg (ˈʃtʁaːsbʊɐ̯k)
- Люксембу́рг, люксемб. Lëtzebuerg, фр. Luxembourg, нім. Luxemburg
- Га́мбург, нім. Hamburg ([ˈhambʊɐ̯k], місц. [ˈhambʊɪç]), ниж.-нім. Hamborg ([ˈhambɔːx])
- Единбу́рг, англ. Edinburgh, шотл. Edinburgh ([ˈɛdɪnb(ʌ)rə]), фр. Édimbourg, ісп. Edimburgo
- Гетеборг, швед. Göteborg ([jœte'bɔrj]), дан. Gøteborg, Göteborg, нім. Gotenburg, англ. Gothenburg
- Зальцбург, нім. Salzburg ([ˈzalt͡sbʊɐ̯k]), італ. Salisburgo, англ. Salzburg (ˈsɔːlzˌbɜrɡ, ˈsɔːltsˌbɜrɡ, ˈsɑːlzˌbɜrɡ, ˈsæltsˌbɜrɡ[3][4] ˈzɑːltsˌbɜrɡ or ˈzæltsˌbɜrɡ)